# 오네다리 마스캇토DX!
《오네다리 마스캇토DX!》(おねだりマスカットDX!)는 TV 도쿄를 통해 방송된 심야 버라이어티 프로그램이다. 약칭으로 오네마스DX라고 불렸다. TV 도쿄에서 2010년 10월 6일부터 2011년 9월 28일까지 방영되었으며, 전 51회로 구성되었다.
마스캇토 시리즈의 네 번째 작품이며, 이전작 《오네다리!! 마스캇토》에서 졸업식을 갖고 프로그램에서 하차한 멤버 5명이 복귀했다. 프로그램 시작과 동시에 두 명의 신규 멤버가 들어왔으며, 2011년 4월경 5명이, 7월 1명이 더 가입했다. 전작 《쵸이토 마스캇토!》까지는 화면 비율이 4:3인 디지털 표준 텔레비전이었으나, 이번 작품부터는 16:9의 고선명 텔레비전으로 방송되었다.
한편, 2011년 5월 21일, 에비스 마스캇츠의 첫 번째 콘서트 투어 〈전국 CAMP〉가 시작되었다.

## 출연자

### MC
- 오기야하기 (오기 히로아키, 야하기 켄)

### 게스트
- 오쿠보 카요코
- 호리우치 켄
- 안자이 요시히로
- 토미도코로
- 아야노코지 쇼
- 아리요시 히로이키

### 나레이션
- 토미자와 미치에
- 스즈키 쇼코

### 에비스 마스캇츠
- 아오이 소라
- 아사미 유마
- 오가와 아사미
- 카스미 리사
- 니시노 쇼
- 하츠네 미노리
- 요시자와 아키호
- Rio
- 사야마 아이
- 안도 아이카
- 사쿠라기 린
- 키자키 제시카
- 오구라 하루카
- 카와무라 에나
- 나가사쿠 아이리
- 야마구치 마나미
- 카스미 카호
- 키시 아이노
- 루카와 리나
- 오리이 하루나
- 야마나카 아야코
- 코다마 나나코
- 리리카 → 후쿠니시 나츠키 (개명)
- 나가세 유미
- 하야시다 유리아
- 이치조 마오
- 요코야마 미유키
- 소노다 마키
- 쿠리야마 무이
- 마시로 안
- 하라다 아키에
- 사토미 유리아
- 아마미 츠바사
- 나기사 코토미
- 미나모토 미나

## 프로그램 코너
아래는 프로그램에서 진행되었던 여러 기획 중에서, 5회 이상 연출된 기획에 대해서 소개한다.
- 아사미 유마 눈물의 리사이틀(麻美ゆま涙のリサイタル)

《오네다리!! 마스캇토》이후 매 시즌마다 1회 이상 꾸준히 진행되었던 코너이다. 아사미 유마가 오기 히로아키와 함께 억지스러움이 묻어나는 상황극을 펼치며, 노래를 부르는 내용의 기획이다. 뜬금없는 선곡과 갑작스러운 친구의 등장과 같은 연출이 있다.
- YES! 프루카와5/만담(Yes!プルカワ5)

《Yes! 프리큐어5》의 패러디이다. 초반 루카와 리나만 프루카와에서 활동했을 때에는 민폐를 끼치는 스탭들을 찾아 응징하는 코너였다. 후에 사쿠라기 린이 멤버로 합류하며 만담까지도 겸하게 된다. 추후에 유닛의 오리지널 송 〈프루카와 YES〉가 제작되기도 했다.
- 파이사 성불당(パイ寺成仏堂)

파이사 성불당은 평소 민폐를 끼쳤던 멤버들을 대상으로, 주지 스님(오기 히로아키)에게 죄를 고하는 내용의 코너이다. 죄상을 듣고 주지의 판단으로 용서되지 못할 내용이라면 얼굴에 파이를 집어던진다. 하지만 어떻게 말하건 파이는 무조건 맞았다.
- 마스캇츠 대운동회(マスカッツ大運動会)

마스캇츠 대운동회는 마스캇츠 멤버들을 대상으로 한 운동회이다. 하지만 로케이션을 가서 촬영했던 것은 3회 뿐이며, 평소에 촬영하던 세트에 테이프로 선을 긋고 달리기 등을 했다.
- 마스캇츠 홍백가합전(マスカット紅白歌合戦)

프로그램이 해를 넘기는 경우에 반드시 진행했던 프로그램으로, 오기 히로아키와 오쿠보 카요코 팀으로 나뉘어 출연자들이 노래를 불렀다. 홍백가합전의 패러디로서, 일본의 유명 가수나 애니메이션을 따라한 분장을 한 뒤, 대표곡을 불렀다.
- 오오쿠(小奥)

오오쿠는 오네다리DX에서 처음 시작되었지만, 많은 사랑을 받아 후에 DVD로도 발매되기까지 한 기획이다. 무료한 영주(오기 히로아키)를 웃기기 위해 성의 시녀들(마스캇츠 멤버)이 영주의 주문대로 재밌는 행동을 하며, 영주를 웃겼다면 슈크림을 먹고, 만일 웃기지 못했다면 같은 양의 와사비를 먹였다. 멤버의 이름은 아오이 소라의 경우 오소라, 카스미 카호의 경우 오카스와 같이 "오"가 붙는다.
- 마스캇츠 앙케이트 위장 긴급 기자회견(マスカッツアンケート偽装緊急記者会見)

에비스 마스캇츠는 3개월마다 주기적으로, 설문에 본인이 목격하고 들은 수상쩍은 것들을 적는다. 이것을 홈룸을 비롯해 다양한 방식으로 방송상으로 공개하는데, 이 기획의 경우 실제 기자회견과 비슷한 상황을 연출해서, 멤버가 기자의 질문을 받아 답하는 식으로 진행되었다.
- 귀여운 고시엔(かわいい甲子園)

마스캇토 시리즈의 대표적인 코너였다. 우선 에비스 마스캇츠 멤버들을 팀별로 나눈 후, 오기 히로아키가 제시한 주제에 맞게 귀여운 듯한 연기를 겨루는 대회이다. 만일 오기 히로아키가 판단했을 때 귀엽다면 홈런으로서 1점을 얻고, 귀엽지 않다면 아웃되었다. 야구 규칙과 동일하게 한 팀에서 한번에 쓰리아웃 될 때까지 연기할 수 있으며, 결판이 나지 않을 시 연장전을 치른다. 간혹 팀을 드래프트 하는 경우도 있었다.

## CD

### 싱글
- 〈치요코레이토/귀여운 고시엔〉 2010년 12월 8일, 유니버설 뮤직 재팬
- 〈스프링 홀리데이/말다툼하지 말아줘♪〉 2011년 3월 16일, 유니버설 뮤직 재팬

### 앨범
- 《더 마스캇츠 ~할리우드에서 안녕~》 2011년 5월 25일, 유니버설 뮤직 재팬

## DVD
- 《에비스 마스캇츠 살인사건 ~노래하고 춤추고 살해당하고~ THE 1st STAGE》 2010년 12월 8일, 유니버설 뮤직 재팬

## 스태프

### 최종회 기준
- 종합연출 : 맥코이 사이토
- 구성 : 사토 토시아키, 스즈키 코무덴
- 슈퍼바이저 : 진도 마사아키
- 카메라 : 아키야마 하야토
- 비디오 엔지니어 : 타카기 미노루
- 음향 : 모리타 아츠시
- 조명 : 마에다 코지
- 미술 : 코바야시 마사노리
- 스틸컷 : 미야케 에이분
- 메이크업 : MARVEE
- 스타일리스트 : 우에노 마호
- 안무 : R2 CREATIVE RYONRYON
- VTR편집 : 마스다 나오토
- 영상편집 : 아세치 타카히코
- 음향효과 : 이와미 토모야
- 어소시에이트 프로듀서 : 니카이도 케이
- 감독 : 무라카미 하야토
- 프로듀서 : 코바야시 타케오
- 기획협력 : 토리즈카 케이스케
- 협력 : Newteles, PROGRESSO, TRIBE, The TUBE
- 제작협력 : SHO-GUN
- 제작저작 : Road to Shagri-la

### 이전 스태프
- 슈퍼바이저 : 야베 준이치
- 홍보 : 이나바 유키히로
- 스틸컷 : 코지마 마사히로

## 방송국
| 방송 지역            | 방송국                  | 네트워크 | 방송 시간            | 첫 방송 시작     |
| -------------------- | ----------------------- | -------- | -------------------- | ---------------- |
| 관동광역권           | TV 도쿄 (TX)            | TXN      | 목요일 02:20 ~ 02:50 | 2010년 10월 6일  |
| 홋카이도             | TV 홋카이도 (TVh)       | TXN      | 수요일 01:30 ~ 02:00 | 2010년 10월 19일 |
| 아이치현             | TV 아이치 (TVA)         | TXN      | 일요일 01:50 ~ 02:20 | 2010년 10월 24일 |
| 오사카부             | TV 오사카 (TVO)         | TXN      | 목요일 02:15 ~ 02:45 | 2010년 10월 13일 |
| 오카야마현, 가가와현 | TV 세토우치 (TSC)       | TXN      | 일요일 02:05 ~ 02:35 | 2010년 10월 30일 |
| 후쿠오카현           | TVQ 규슈 방송 (TVQ)     | TXN      | 일요일 01:40 ~ 02:10 | 2011년 1월 15일  |
| 니가타현             | TV 니가타 방송망 (TeNY) | NNS      | 화요일 01:29 ~ 01:59 | 2010년 11월 8일  |
| 시즈오카현           | 시즈오카 제일 TV (SDT)  | NNS      | 일요일 02:00 ~ 02:30 | 2010년 11월 6일  |
| 후쿠시마현           | TV-U 후쿠시마 (TUF)     | JNN      | 토요일 01:25 ~ 01:55 | 2010년 12월 16일 |
| 시마네현, 돗토리현   | 산인 방송 (BSS)         | JNN      | 수요일 01:30 ~ 02:00 | 2011년 1월 18일  |
| 나가노현             | 나가노 방송 (NBS)       | FNS      | 토요일 01:35 ~ 02:05 | 2010년 10월 8일  |
| 이시카와현           | 이시카와 TV (ITC)       | FNS      | 토요일 02:30 ~ 27:00 | 2010년 10월 12일 |
| 에히메현             | TV 에히메 (EBC)         | FNS      | 화요일 00:35 ~ 01:05 | 2010년 10월 18일 |
| 구마모토현           | TV 구마모토 (TKU)       | FNS      | 수요일 02:00 ~ 02:30 | 2010년 11월 30일 |
| 가고시마현           | 가고시마 TV (KTS)       | FNS      | 일요일 01:05 ~ 01:35 | 2010년 10월 16일 |
| 기후현               | 기후 방송 (GBS)         | JAITS    | 목요일 01:15 ~ 01:45 | 2010년 10월 12일 |
| 시가현               | 비와코 방송 (BBC)       | JAITS    | 금요일 01:20 ~ 01:50 | 2010년 11월 4일  |
| 나라현               | 나라 TV 방송 (TVN)      | JAITS    | 목요일 01:00 ~ 01:30 | 2010년 10월 13일 |
| 와카야마현           | TV 와카야마 (WTV)       | JAITS    | 월요일 01:25 ~ 01:55 | 2011년 5월 8일   |

## 같이 보기
- 에비스 마스캇츠
- 에비스 마스캇츠의 콘서트 투어 목록